# 榎本助太郎
榎本 助太郎（えのもと すけたろう）は、日本の外交官。ホノルル総領事や、駐エチオピア特命全権大使、駐ドミニカ共和国兼ジャマイカ兼バハマ特命全権大使を歴任した。

## 経歴・人物
東京府出身。1951年東京大学法学部法律学科卒業、外務省入省。1965年外務省条約局国際協定課長心得。1966年同課長。同年在ハンガリー日本国大使館一等書記官。1967年在ビルマ日本国大使館一等書記官。1973年外務大臣官房調査部外務参事官兼大臣官房。
在インド日本国大使館参事官、同公使を経て、1975年在カナダ日本国大使館公使。1977年在ニュー・ヨーク日本国総領事館領事。1980年ホノルル総領事。1982年駐エティオピア特命全権大使。1986年駐ドミニカ共和国兼ジャマイカ兼バハマ特命全権大使。1998年叙従三位。